# Mpitimbi
Mpitimbi ist ein Verwaltungsbezirk (Ward) des Distrikts Songea in der tansanischen Region Ruvuma.

## Geografie
Mpitimbi liegt im Südwesten von Tansania etwa 20 Kilometer Luftlinie südwestlich der Regionshauptstadt Songea. Der Bezirk grenzt im Norden an Litapwasi, Subira und Ndilimalitembo, im Osten an Matimira, im Süden an Ndongosi, im Südwesten in einem Punkt an Kizuka und im Westen an Mbinga Mhalule. Bei der Volkszählung 2022 lebten 11.450 Menschen in 3131 Haushalten auf einer Fläche von 361 Quadratkilometern.

## Gliederung
Der Bezirk besteht aus drei Gemeinden (Mtaa) mit 40 Orten (Kitongoji):
| Mpitimbi A - Muungano - Mseo - Mhangazi - Madukani - Njoka kati - Pacha mbili - Nakahimba - Njoka juu - Mkurumusi - Manole - Kapungu - Mbwambwasi - Buhemba - Mpangihoa | Mpitimbi B - Majimahuhu - Mtakanini - Mpitimbi Baraza A - Mpitimbi Baraza B - Mchekeni - Muungano - Humbaro A - Humbaro B - Kilawalawa - Misufini | Lipaya - Songea Road - Mwembe Chai - Kagera - Tindiga - Kipera - Mjimwema - Tazama - Boma Road - Mtakuja - Mpechengano - Njoomlole - Mlimani - Kilombero - Butiama - Central - Muhivira |

## Wirtschaft und Infrastruktur
- Bildung: Im Bezirk liegen zwei weiterführende Schulen.[8] Die Mpitimbi Secondary School ist eine staatliche,[9] die Lipaya Secondary School eine schiitische Schule.[10] Beide bilden Jugendliche bis zur 4. Stufe aus.
- Gesundheit: In der Gemeinde Mpitimbi A gibt es eine private, in Lipaya eine staatliche Apotheke.[11][12]